# Muhammad Adnan Jahangeer
Muhammad Adnan Jahangeer (* 30. November 1993) ist ein pakistanischer Leichtathlet, der sich auf den Weitsprung spezialisiert hat.

## Sportliche Laufbahn
Erste internationale Erfahrungen sammelte Muhammad Adnan Jahangeer im Jahr 2013, als er bei der Sommer-Universiade in Kasan mit einer Weite von 6,77 m in der Qualifikation ausschied. 2016 nahm er an den Südasienspielen in Guwahati teil und belegte dort mit 7,19 m den siebten Platz.
2018 wurde Jahangeer pakistanischer Meister im Weitsprung.

## Persönliche Bestleistungen
- Weitsprung: 7,19 m (−0,3 m/s), 10. Februar 2016 in Guwahati